# Belarussische Poolbillard-Meisterschaft 2016
Die belarussische Poolbillard-Meisterschaft 2016 war die sechste Austragung der nationalen Meisterschaft in der Billardvariante Poolbillard. Sie fand vom 10. bis 17. Dezember 2016 in der belarussischen Hauptstadt Minsk statt. Gespielt wurden die Disziplinen 8-Ball, 9-Ball, 10-Ball und 14/1 endlos.
Erfolgreichste Spielerin war Marharyta Fjafilawa. Sie gewann die drei Wettbewerbe der Damen und zwei Wettbewerbe bei den Herren. Der 15-jährige Uladsislau Schopik wurde als bislang jüngster Spieler belarussischer Meister und löste damit Wadsim Papisch ab, der 2013 im Alter von 16 Jahren Meister wurde. Schopik gewann die Titel in den Disziplinen 9-Ball und 14/1 endlos.

## Medaillengewinner
| Disziplin            | Gold                | Silber             | Bronze                   |
| -------------------- | ------------------- | ------------------ | ------------------------ |
| Herren – 8-Ball      | Marharyta Fjafilawa | Pawel Rjabzeu      | Uladsislau Zyrykau       |
| Herren – 8-Ball      | Marharyta Fjafilawa | Pawel Rjabzeu      | Sjarhej Palskyj          |
| Herren – 9-Ball      | Uladsislau Schopik  | Uladsislau Zyrykau | Marharyta Fjafilawa      |
| Herren – 9-Ball      | Uladsislau Schopik  | Uladsislau Zyrykau | Jahor Parubez            |
| Herren – 10-Ball     | Marharyta Fjafilawa | Uladsislau Schopik | Mikita Polujan           |
| Herren – 10-Ball     | Marharyta Fjafilawa | Uladsislau Schopik | Wiktar Krautschuk        |
| Herren – 14/1 endlos | Uladsislau Schopik  | Uladsislau Zyrykau | Marharyta Fjafilawa      |
| Herren – 14/1 endlos | Uladsislau Schopik  | Uladsislau Zyrykau | Pawel Rjabzeu            |
| Damen – 8-Ball       | Marharyta Fjafilawa | Jana Schut         | Lisaweta Walassatsch     |
| Damen – 8-Ball       | Marharyta Fjafilawa | Jana Schut         | Anastassija Tumilowitsch |
| Damen – 9-Ball       | Marharyta Fjafilawa | Jana Schut         | Anastassija Tumilowitsch |
| Damen – 9-Ball       | Marharyta Fjafilawa | Jana Schut         | Alina Safronawa          |
| Damen – 10-Ball      | Marharyta Fjafilawa | Jana Schut         | Miljana Murha            |
| Damen – 10-Ball      | Marharyta Fjafilawa | Jana Schut         | Alina Safronawa          |